# Gli Snorky
Gli Snorky (Snorks) è una serie televisiva animata statunitense prodotta da Hanna-Barbera.

## Trama
Gli Snorky sono i piccoli esseri colorati che vivono nelle profondità del mare, a Snorkylandia, in mezzo a  numerosi pericoli insiti nell'oceano. Sulla testa hanno un respiratore, lo snorkel appunto, che viene usato per muoversi agilmente in acqua e per emettere un suono caratteristico. Snorkylandia presenta una società simile alla nostra e una tecnologia simile a quella degli esseri umani, con la differenza che questa è adattata all'ambiente acquatico e che gli abitanti usano le conchiglie come monete.

## Storia editoriale
Nacquero come fumetto nel 1982 in Belgio, disegnati da Nic Broca. Vennero in seguito adattati come cartone animato dalla Hanna-Barbera Productions e trasmessi negli USA il sabato mattina dal 1984 al 1989 dalla rete NBC. Il cartone animato proseguì solo quattro stagioni, a causa del maggior successo ricevuto dalla popolare serie animata televisiva I Puffi.

## Edizione italiana
In Italia le quattro stagioni del cartone animato furono ridotte in due edizioni: il primo blocco di episodi venne trasmesso nel 1985 accompagnato dalla sigla Arrivano gli Snorky, il secondo l'anno successivo accompagnato dalla sigla Noi Snorky incontrerai (scritta da Alessandra Valeri Manera per il testo e da Giordano Bruno Martelli per la musica). Entrambi i brani sono stati interpretati da Cristina D'Avena (con la partecipazione dei Piccoli Cantori di Milano) che in quel periodo pubblicò anche un album interamente dedicato alla serie animata intitolato CantaSnorky.

## Personaggi
- Grande Glu Glu (in lingua originale Governor Wetworth), di color arancione, padre di Ciuffino e Willie, è il governatore di Snorkylandia. È molto intelligente e severo. Vuole molto bene a Ciuffino e si preoccupa sempre di lui. Spesso rimprovera il dottor Galileone. Tuttavia, quando Superstellino e la sua banda salvano Snorkylandia da ogni situazione, capisce delle loro vere azioni, e successivamente, imparerà a rispettare gentilmente.
- Superstellino (Allstar), a volte anche Superstellino Corallino, color giallo, è il protagonista della serie. Indossa pantaloni e scarpe blu con una casacca bianca. È atletico ed è interessato alla scienza e un grande inventore, come suo zio il dottor Galileone. È fidanzato con Bollicina. Non sopporta di essere preso in giro da Ciuffino.
- Ciuffino (Junior), a volte anche Ciuffino Acquadolce, di colore arancione con un ciuffo di capelli blu marino, figlio di Grande Glu Glu, ha un carattere antipatico e un po' snob. Parla con un leggero rotacismo. Protagonista della serie insieme a Superstellino, che prende in giro chiamandolo "faccia da calamaro", ma i due sono anche amici.
- Bollicina, a volte anche Bollicina Kelp (Casey), di colore rosa coi codini rossi legati con lacci verdi. Anche il vestito è verde, composto da un paio di pantaloni e un top a maniche lunghe. Fidanzata di Superstellino, ma a metà dell'ultima serie verrà attratta da Ciuffino.
- Ricciolo, a volte anche Ricciolo Trillo (Tooter), di colore verde coi capelli ricci verde scuro, parla solo emettendo il suono "tut-tuut" e sembra più infantile dei suoi compagni, ma aiuta tutti in molte situazioni.
- Frizzina (Daffney) di color lilla coi capelli viola ed una stellina rossa tra i capelli, amica di Superstellino e Bollicina, ha un debole per Lucetto. Porta vestito e scarpe rosse.
- Lucetto (Dimmy), di colore arancione, è un po' timido ed indossa una casacca gialla con una cintura nera e scarpe gialle. A metà delle serie viene fatto sparire dalla storia.
- Tentacolino (Occy), color rosso e viola, è il calamaro animale domestico di Superstellino. Odia che Ciuffino prenda in giro lui e Superstellino, ed è per questo che gli ringhia. Talvolta, tuttavia, va d'accordo con lui. Originariamente era di proprietà di Ciuffino, che l'aveva preso come calamaro da guardia.
- Ziffino (Willie) (chiamato a volte anche in italiano Willie) di color arancione è il fratello minore di Ciuffino. Ciuffino lo tratta sempre male per non far scoprire uno dei suoi segreti o per non farsi disobbedire. Fa amicizia con Stellina.
- Vigilacquante (Corky), color arancione, agente di polizia di Snorkylandia, in pattuglia con Superstellino e i suoi amici.
- Jojo, di colore marrone chiaro, è uno Snorky-Tarzanide ed è l'unico a possedere due snorkel. Ha un pesce cane di nome Fengy.
- Dottor Galileone (Dr. Gallio), di colore viola coi capelli bianchi, è lo zio di Superstellino, è uno scienziato e inventore geniale ed è il più intelligente di Snorkylandia. È invidiato da suo fratello, il dott. Stranosnorky.
- Stellina (SmallStar), color giallo coi codini rosa, è la sorellina neonata di Superstellino. Fa amicizia con Ziffino.
- Sig.na Spugnetta (Ms. Seabottom), di colore giallo coi capelli viola, è l'insegnante di scuola degli Snorky.
- Bibo e Biba (Snip & Snap), di colore viola, sono degli snorky-robot. Creati in realtà da Lattugone e Lattugona, si uniscono a Superstellino e i suoi amici. Bibo è maschio, mentre Biba è femmina.
- Lattugone (Bigweed), a volte Muschio Verde, è il mostro delle alghe. È perfido e mostruoso e possiede abilità magiche. Vuole dominare Snorkylandia, odia gli Snorky e tenta di annientarli.
- Lattugona (Lil' Seaweed), a volte Alga Verde o Alga Marina, è la scagnozza di Lattugone e come lui  possiede abilità magiche.
- Dottor Stranosnorky (Strangesnork), di colore viola coi capelli bianchi e una striscia nera, è il fratellastro di Galileone, che cerca sempre di conquistare Snorkylandia. È molto cattivo, geloso del fratello e smemorato. Il suo scagnozzo è un pesce gatto di nome Tigretto (Finneus in lingua originale).
- Il Grande Snorky Vampiro o semplicemente Grande Snork Nork (Great Snork Nork), di colore viola. È il Conte Snorkula, l'equivalente del Conte Dracula. Dorme come i pipistrelli, ha molte abilità magiche e odia la luce del sole e del giorno. È un vampiro perfido e malvagio, che vuole conquistare Snorkylandia, e viene accompagnato dai suoi due scagnozzi che sono una sua versione in miniatura, con abilità magiche e di colore viola.
- Il Mangiasnorky (Spike) è il principale predatore degli Snorky. Una creatura tutta rossa con quattro bocche supplementari sull'addome. Il suo nemico principale è un pesciolino affamatissimo.

## Episodi
Episodio pilota
È stato creato per la NBC nel 1982 e ci sono scarse informazioni al riguardo in quanto non è mai stato trasmesso.
- 00. "Episodio pilota"

Stagione 1
- 01. Viaggio alla sorgente / L'invasione dei pesci ronzanti
- 02. Il ritratto del Grande Glù Glù / Alieni a Snorkylandia
- 03. Una spia a Snorkylandia / Fidanzata di Tentacolino
- 04. La snorkymania / La corsa dei cavallucci
- 05. Il ballo di beneficenza / Vacanze in campeggio
- 06. Il tesoro di Snorkylandia / Snorkydance
- 07. Il segreto di Ciuffino / Una notizia da prima pagina
- 08. La collana di corallo blu / Su e giù per il mare
- 09. Il mostro di Snorkness / La gara di surf
- 10. Il doppio gioco di Superstellino / 200 di Ciuffino
- 11. Lucetto ballerino / Le manette degli antichi Snorky
- 12. A lezione di danza / Ostrichetta e le sue bambine
- 13. Il re delle alghe / Balena a Snorkylandia

Stagione 2
- 01. L'epidemia di snorkite / La malattia di Ricciolo
- 02. La miniera di Salgemma / Un viaggio avventuroso
- 03. Un tubicino troppo grande / Il dottor Strangesnorky
- 04. Ricciolo, primo in classifica / Un'acquasfera troppo pesante
- 05. Frizzina, amazzone acquatica / Gli spazza-alghe in esilio
- 06. Dango Mangiasnorky vegetariano / Una marea troppo bassa
- 07. Tentacolino, amico del cuore / Fantasmi a Snorkylandia
- 08. Ciuffino, governatore di Snorkylandia / Un calamaro da guardia
- 09. Un doppio amico / Un simpatico pesce-mollo
- 10. La perla dell'energia permanente / La sirena più piccola dell'oceano

Stagione 3
- 01. Tutto è bene quel che finisce bene / La malattia di Superstellino
- 02. Il circo marino / Due extraterrestri a Snorkylandia
- 03. L'assedio dei mangiasnorky / Il gioco delle ombre
- 04. La gara ad ostacoli / La pianta di Nettuno
- 05. Un rivale per Tentacolino / Giochi pericolosi
- 06. La strega della sabbia / La mappa del tesoro
- 07. Ballo mascherato / Elezioni scolastiche
- 08. L'anello magico / Avventura spaziale
- 09. Provaci ancora Jo-Jo / Il più antico degli Snorky
- 10. La scorciatoia più lunga / Spettro della contea di Snorky
- 11. Una lucciola per amico / Un campeggio movimentato
- 12. Le bacche della follia / Una principessa per Ciuffino
- 13. Il delfino dorato / Una vacanza faticosa

Stagione 4
- 01. Un litigio salutare / Un'amicizia impossibile
- 02. Scherzi della memoria / La polvere magica
- 03. Sogni di gloria / Un'amica caduta dal cielo
- 04. Uno stupido Snorkysauro / La macchina scambiacervelli
- 05. L'invenzione più bella / Lord Tentacolino
- 06. Il supercarburante di Ciuffino / Il fantasma del principe
- 07. La snorka di Snorkylandia / Il sosia di Ciuffino
- 08. Robot troppo efficiente
- 09. Uno spettacolo movimentato
- 10. La perla della saggezza
- 11. Dimostrazione di coraggio
- 12. La grande lezione
- 13. Ork, l'amico preistorico
- 14. Il mago di ghiaccio
- 15. Il mondo delle favole
- 16. Il parco marino
- 17. La notte della luna blu
- 18. La regina del ballo d'autunno
- 19. La foresta di Snorwood
- 20. Il circo di pesce clown
- 21. Il tesoro dell'isola dimenticata
- 22. Un nuovo gioco
- 23. La fiera delle scienze
- 24. La trasformazione di Ciuffino
- 25. Lattugone e il muschio bianco
- 26. Una missione difficile
- 27. La perla dei desideri
- 28. La lampada magica
- 29. Lo scettro del potere

## Doppiaggio
| Personaggio    | Doppiatore originale | Doppiatore italiano |
| -------------- | -------------------- | ------------------- |
| Grande Glu Glu |                      | Mario Bardella      |
| Superstellino  | Michael Bell         | Mauro Gravina       |
| Ciuffino       |                      | Gianni Williams     |
| Bollicina      |                      | Giuppy Izzo         |
| Frizzina       |                      | Loredana Nicosia    |
| Vigilacquante  |                      | Raffaele Uzzi       |